# Maâtkas
Maâtkas (în arabă لمعاتقة) este o comună din provincia Tizi Ouzou, Algeria.
Populația comunei este de 32.121 de locuitori (2008).